# Утозеро (деревня)
У́тозеро (карел. Uutjärvi) — деревня в составе Коткозерского сельского поселения Олонецкого национального района Республики Карелия.

## Общие сведения
Расположена на восточном берегу озера Утозеро.
В результате сокращения населения в 1957 году к деревне Утозеро были присоединены Тюхьяля (Тюхгяля) и Утозерская Лахта.
В деревне находится памятник архитектуры — деревянная часовня Георгия Победоносца (XIX век).

## Население
Численность населения в 1905 году составляла 139 человек.
| 2002 | 2009 | 2010 | 2013 |
| ---- | ---- | ---- | ---- |
| 38   | ↘32  | ↘16  | ↘15  |

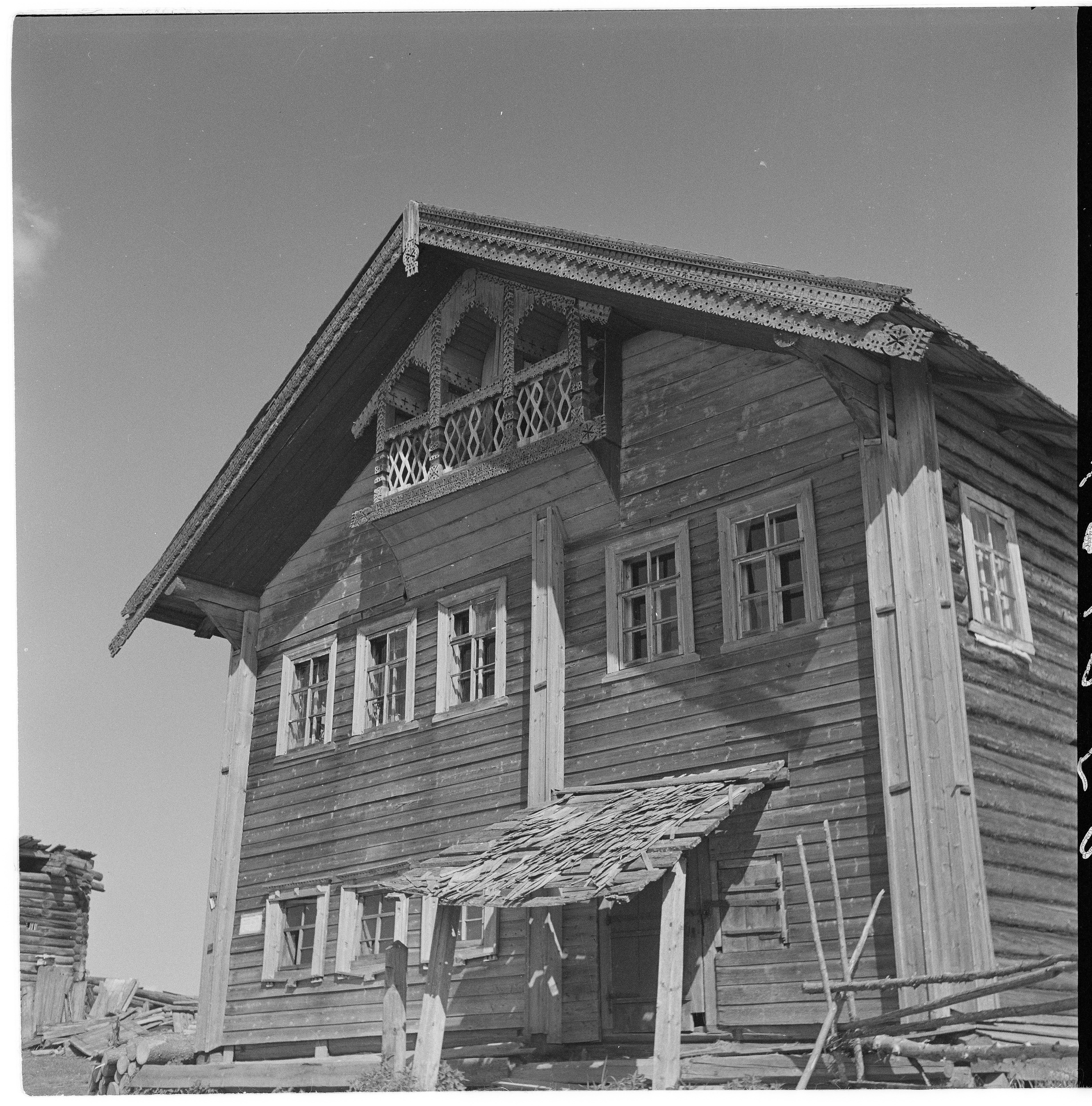
Деревянный дом с декором (утрачен, 1943 г.)
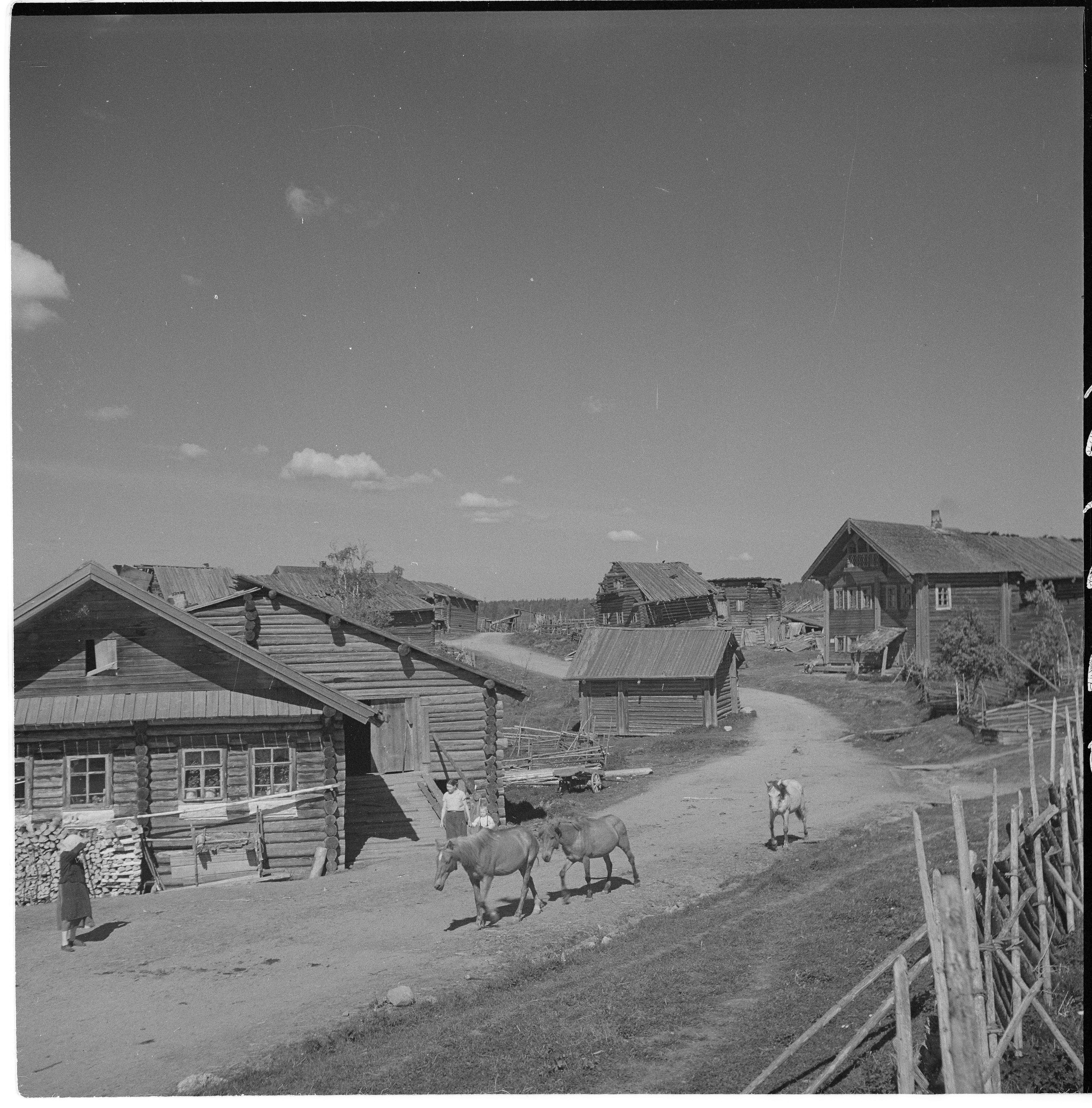
Вид на деревню (1943 г.)
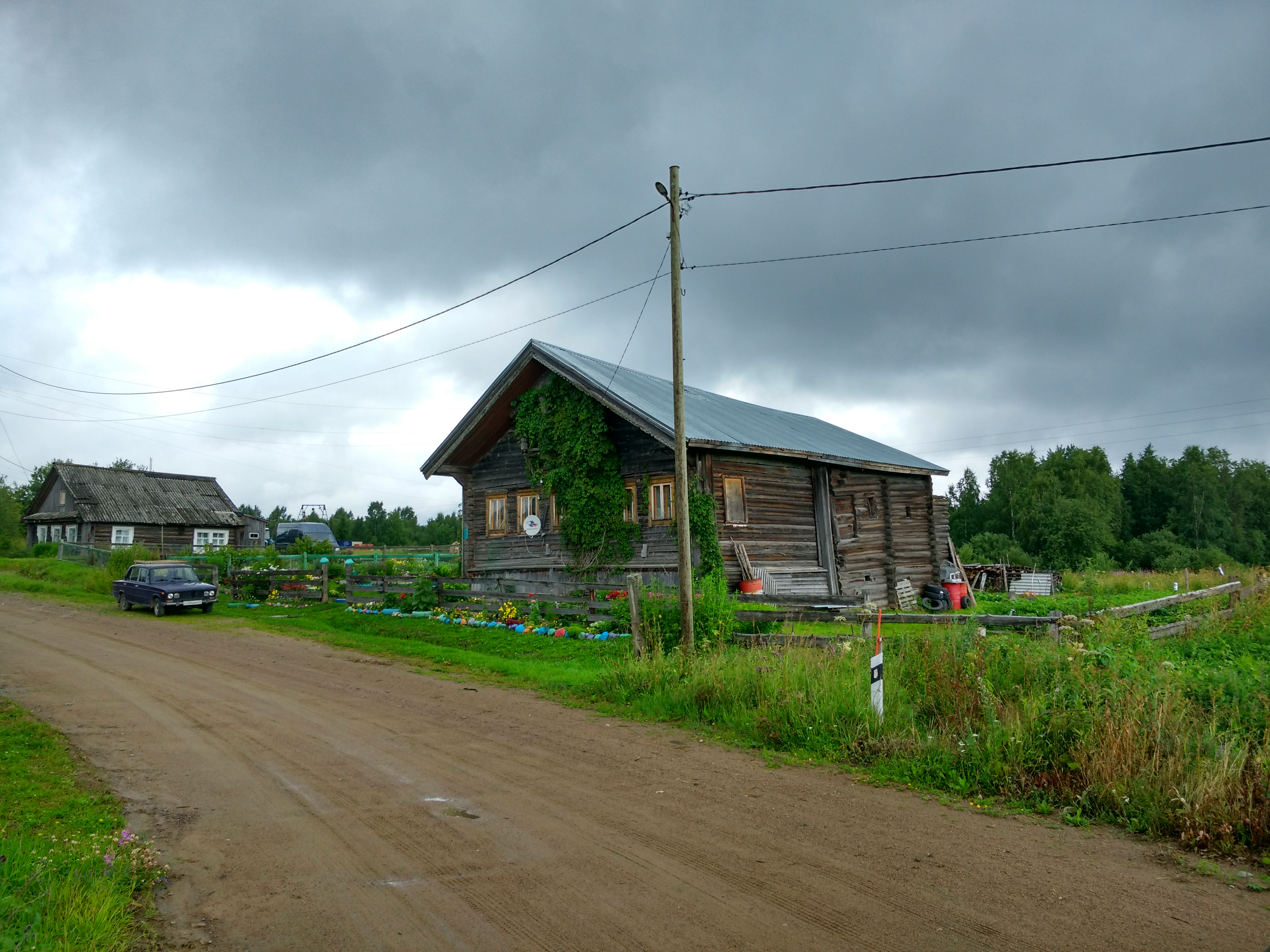
Вид на деревню (2020 г.)
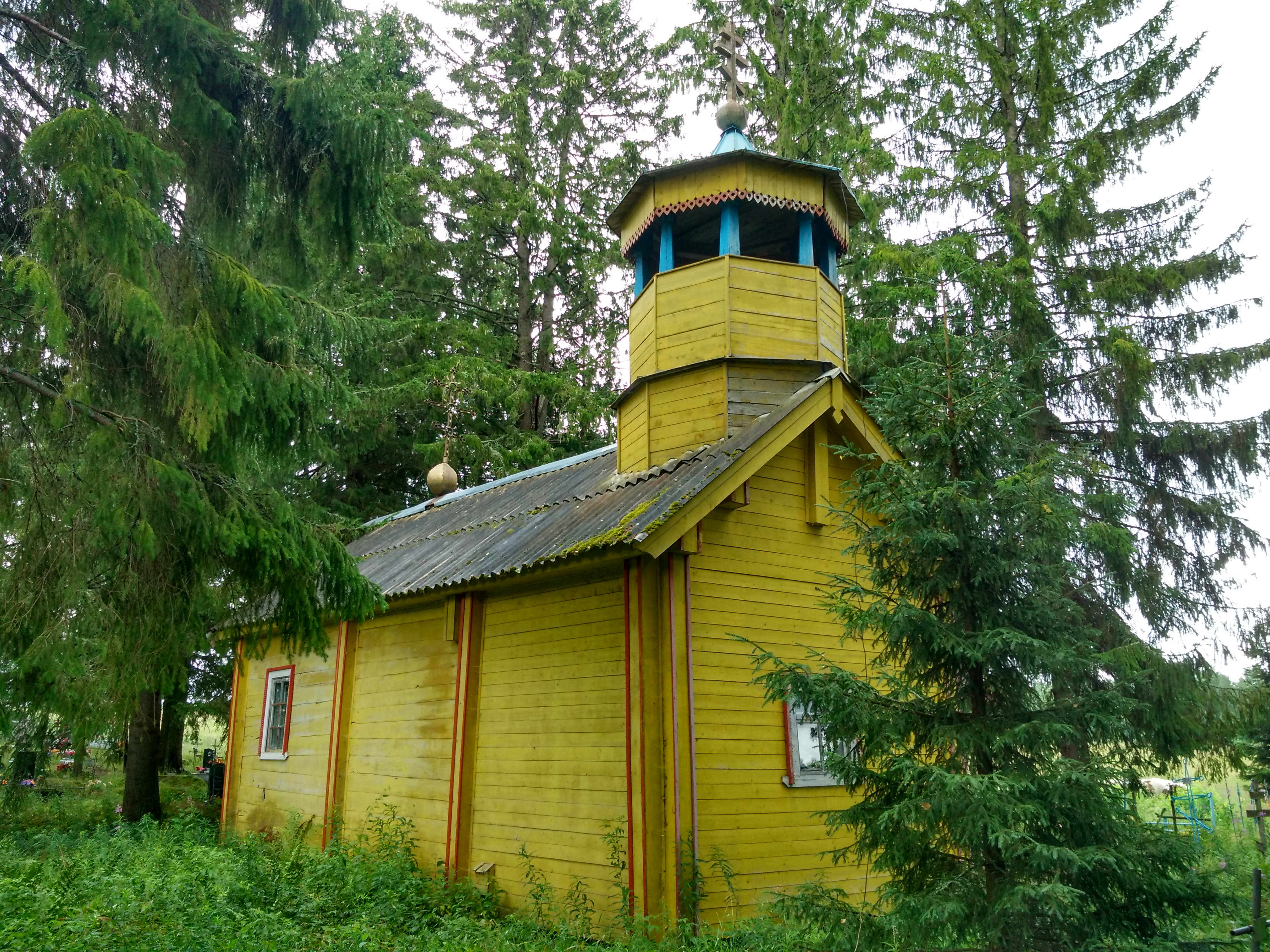
Георгиевская часовня на кладбище
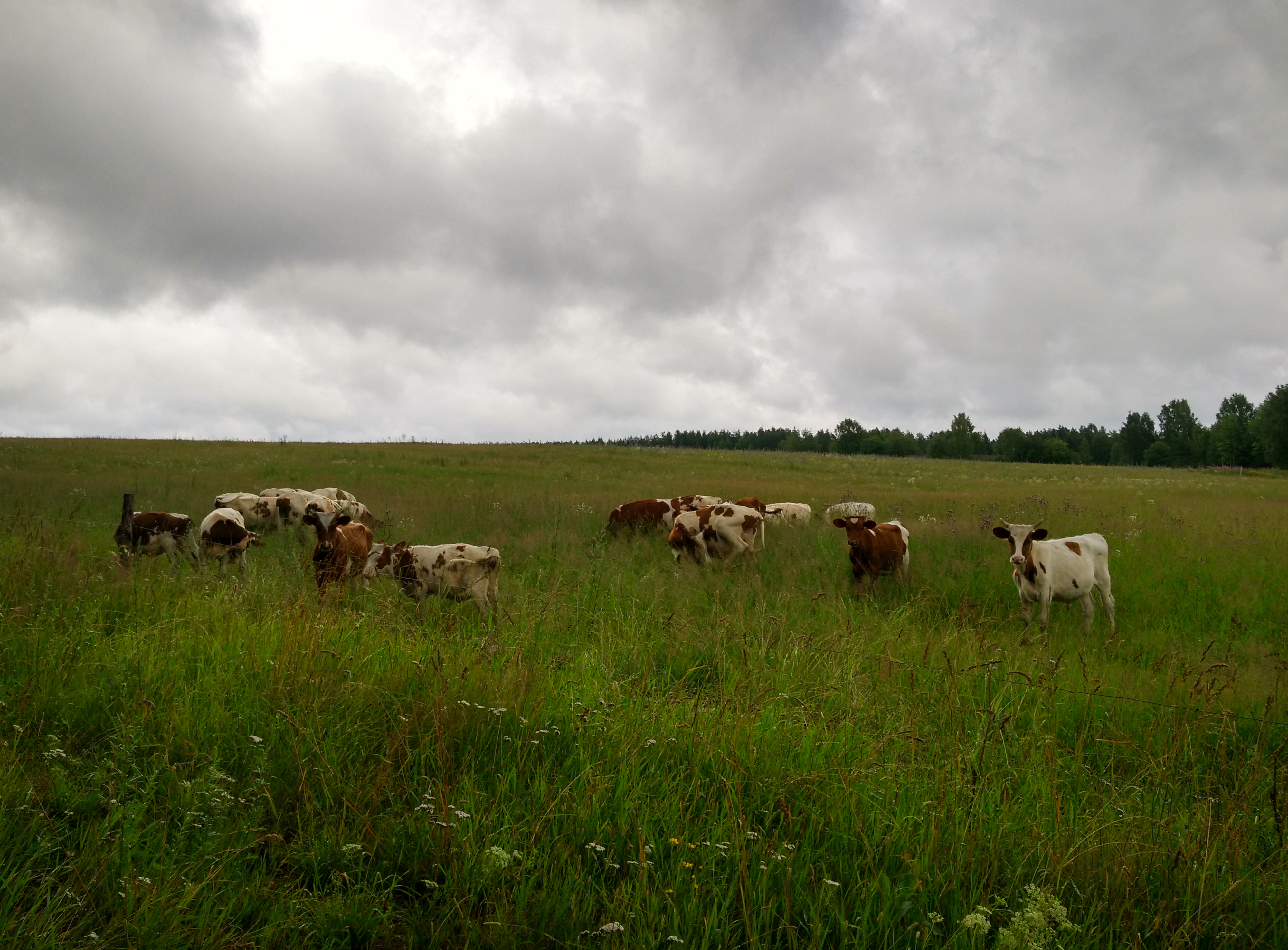
Фермерское хозяйство: коровы